# Coppa del Generalissimo 1966-1967
La Copa del Generalísimo 1966-1967 fu la 63ª edizione della Coppa di Spagna. Il torneo iniziò il 23 ottobre 1966 e si concluse il 2 luglio 1967. La finale si disputò allo Stadio Santiago Bernabéu di Madrid dove il Valencia ottenne il suo quarto titolo.

## Formula
In questa edizione presero parte tutte le squadre di Primera División e di Segunda División che si sfidarono in scontri ad eliminazione diretta. Le sedici squadre di Primera División erano qualificate direttamente per i sedicesimi.

## Squadre partecipanti

### Primera División

#### 16 squadre
| - Athletic Bilbao - Atlético Madrid - Barcellona - Córdoba - Deportivo La Coruña - Elche | - Espanyol - Granada - Las Palmas - Hércules - Pontevedra | - Real Madrid - Real Saragozza - Sabadell - Siviglia - Valencia |

### Segunda División

#### 32 squadre
| - Algeciras - Badalona - Real Betis - Burgos - Cadice - Calvo Sotelo - Castellón - Celta Vigo | - Ceuta Sport - CD Condal - Constància - CE Europa - Indautxu - Langreo - Levante - UE Lleida | - CD Logroñés - Maiorca - Malaga - Valencia Mestalla - Osasuna - Racing Ferrol - Racing Santander - Rayo Vallecano | - Real Murcia - Real Oviedo - Real Sociedad - Recreativo Huelva - Sporting Gijón - Tenerife - Torrelavega - Real Valladolid |

## Primo turno
|                   | Risultato |                 | Andata | Ritorno | Spareggio |  |
| ----------------- | --------- | --------------- | ------ | ------- | --------- |  |
| CE Europa         | 2 - 1     | Racing Ferrol   | 2 - 0  | 0 - 1   |           |  |
| Sporting Gijón    | 5 - 6     | Levante         | 5 - 3  | 0 - 3   |           |  |
| Burgos            | 2 - 6     | Cadice          | 1 - 3  | 1 - 3   |           |  |
| Calvo Sotelo      | 1 - 2     | UE Lleida       | 0 - 1  | 1 - 1   |           |  |
| Ceuta Sport       | 2 - 1     | Real Valladolid | 2 - 1  | 0 - 0   |           |  |
| Badalona          | 3 - 5     | Osasuna         | 3 - 3  | 0 - 2   |           |  |
| CD Condal         | 0 - 1     | Torrelavega     | 0 - 0  | 0 - 1   |           |  |
| Tenerife          | 4 - 2     | Real Murcia     | 2 - 0  | 2 - 2   |           |  |
| Recreativo Huelva | 5 - 3     | Rayo Vallecano  | 2 - 2  | 3 - 1   |           |  |
| Langreo           | 0 - 5     | Castellón       | 0 - 1  | 0 - 4   |           |  |
| CD Logroñés       | 0 - 7     | Real Betis      | 0 - 4  | 0 - 3   |           |  |
| Malaga            | 1 - 0     | Celta Vigo      | 1 - 0  | 0 - 0   |           |  |
| Constància        | 2 - 2     | Real Oviedo     | 2 - 1  | 0 - 1   | 1 - 0     |  |
| Racing Santander  | 3 - 3     | Maiorca         | 1 - 0  | 2 - 3   | 2 - 3     |  |
| Valencia Mestalla | 4 - 3     | Indautxu        | 1 - 2  | 3 - 1   |           |  |
| Real Sociedad     | 2 - 1     | Algeciras       | 1 - 1  | 1 - 0   |           |  |

## Sedicesimi di finale
|                     | Risultato |                   | Andata | Ritorno | Spareggio |  |
| ------------------- | --------- | ----------------- | ------ | ------- | --------- |  |
| Cadice              | 1 - 8     | Valencia          | 1 - 2  | 0 - 6   |           |  |
| Castellón           | 0 - 2     | Pontevedra        | 0 - 1  | 0 - 1   |           |  |
| Athletic Bilbao     | 2 - 9     | Recreativo Huelva | 3 - 0  | 1 - 0   |           |  |
| Ceuta Sport         | 4 - 7     | Córdoba           | 4 - 2  | 0 - 5   |           |  |
| Atlético Madrid     | 6 - 2     | Maiorca           | 5 - 0  | 1 - 2   |           |  |
| Barcellona          | 3 - 1     | Malaga            | 1 - 0  | 2 - 1   |           |  |
| Constància          | 3 - 7     | Las Palmas        | 3 - 2  | 0 - 5   |           |  |
| Deportivo La Coruña | 2 - 2     | UE Lleida         | 2 - 2  | 0 - 0   | 4 - 1     |  |
| Osasuna             | 2 - 3     | Elche             | 2 - 0  | 0 - 3   |           |  |
| Real Sociedad       | 1 - 5     | Sabadell          | 0 - 2  | 1 - 3   |           |  |
| CE Europa           | 1 - 1     | Real Saragozza    | 0 - 1  | 1 - 0   | 2 - 0     |  |
| Torrelavega         | 2 - 3     | Real Madrid       | 2 - 2  | 0 - 1   |           |  |
| Hércules            | 4 - 1     | Levante           | 3 - 0  | 1 - 1   |           |  |
| Tenerife            | 4 - 8     | Siviglia          | 2 - 2  | 2 - 6   |           |  |
| Real Betis          | 6 - 3     | Espanyol          | 3 - 0  | 3 - 3   |           |  |
| Valencia Mestalla   | 3 - 3     | Granada           | 3 - 1  | 0 - 2   | 2 - 3     |  |

## Ottavi di finale
|                     | Risultato |             | Andata | Ritorno | Spareggio |  |
| ------------------- | --------- | ----------- | ------ | ------- | --------- |  |
| Pontevedra          | 3 - 2     | Hércules    | 3 - 1  | 0 - 1   |           |  |
| Sabadell            | 2 - 2     | Granada     | 1 - 1  | 1 - 1   | 0 - 1     |  |
| Deportivo La Coruña | 4 - 5     | Real Madrid | 3 - 2  | 1 - 3   |           |  |
| CE Europa           | 1 - 5     | Córdoba     | 1 - 1  | 0 - 4   |           |  |
| Athletic Bilbao     | 3 - 1     | Las Palmas  | 3 - 0  | 0 - 1   |           |  |
| Elche               | 3 - 0     | Siviglia    | 2 - 0  | 1 - 0   |           |  |
| Atlético Madrid     | 4 - 0     | Barcellona  | 2 - 0  | 2 - 0   |           |  |
| Real Betis          | 2 - 4     | Valencia    | 2 - 1  | 0 - 3   |           |  |

## Quarti di finale
|                 | Risultato |                 | Andata | Ritorno | Spareggio |  |
| --------------- | --------- | --------------- | ------ | ------- | --------- |  |
| Atlético Madrid | 1 - 3     | Athletic Bilbao | 0 - 2  | 1 - 1   |           |  |
| Valencia        | 3 - 1     | Real Madrid     | 2 - 1  | 1 - 0   |           |  |
| Pontevedra      | 2 - 2     | Córdoba         | 1 - 1  | 1 - 1   | 0 - 1     |  |
| Granada         | 1 - 6     | Elche           | 1 - 1  | 0 - 5   |           |  |

## Semifinali
|         | Risultato |                 | Andata | Ritorno |  |
| ------- | --------- | --------------- | ------ | ------- |  |
| Elche   | 2 - 3     | Valencia        | 2 - 1  | 0 - 2   |  |
| Córdoba | 0 - 3     | Athletic Bilbao | 0 - 1  | 0 - 2   |  |

## Finale
| Arbitro: | Jaime Oliva |

|                      |           |              |
| Jara 45’ Paquito 55’ | Marcatori | 63’ Argoitia |